# Челліно-Аттаназіо
Челліно-Аттаназіо (італ. Cellino Attanasio) — муніципалітет в Італії, у регіоні Абруццо,  провінція Терамо.
Челліно-Аттаназіо розташоване на відстані близько 140 км на північний схід від Рима, 50 км на північний схід від Л'Аквіли, 16 км на південний схід від Терамо.
Населення — 2542 особи (2014).

## Демографія
Населення за роками:

Станом на 1 січня 2023 року в муніципалітеті офіційно проживало 114 іноземців з 28 країн, серед них 32 громадяни країн Євросоюзу.

## Сусідні муніципалітети
- Атрі
- Бізенті
- Кастеллальто
- Кастільйоне-Мессер-Раїмондо
- Черміньяно
- Монтефіно
- Нотареско